# Åke Arenhill
Åke Rudolf William Arenhill, född 14 oktober 1920 i Malmö, död 28 november 2018 i Slottsstadens distrikt i Malmö, var en svensk konstnär, scenograf, kåsör och textförfattare.

## Biografi
Arenhill, vars far var guldsmed, studerade vid Skånska målarskolan. Han målade i olja och tempera figursaker och landskap med motiv från Västkusten och Skåne. Måleriet är brett med mörk kolorit. Under 1950-talet var Arenhill verksam som reklamman på Svenska Telegrambyråns malmöavdelning, varifrån han rekryterades som direktör för en av tidens mer kända modeaffärer i Malmö, Ohlssons Beklädnad. Han var upphovsman till annonsserien för deodoranten Yaxa och Perplex ögonmakeup.
Arenhill regisserade även pjäsen Apollo från Belac  och gjorde dekoren till den omtalade uppsättningen av Berthold Brechts Tolvskillingsoperan på Lilla Teatern i Lund. Han gjorde även affischer till den av Per Åhlin och Lennart Bratt 1959 startade Teater 23 i Malmö. Han regisserade den egna kortfilmen Besöket 1967.
Arenhill arbetade senare inom press, radio och TV som producent och programledare. Han var programledare för TV-programmet Tro't om ni vill som sändes i två omgångar 1977–1979. År 1990 gjorde han "Sagan om den flygande holländaren", en musikalisk monolog om Cornelis Vreeswijks liv. Verket översattes till nederländska, och framfördes av Jules Croiset. Åke Arenhill skrev den svenska texten till sången "Som en bro över mörka vatten". År 1994 gjorde han affischen till Kristianstad/Åhus Jazzfestival och skrev och framförde dikten "Festivalnatt". I april 2010 sjöng han duett med operasångerskan Marianne Mörck i "Viljasången" ur Glada Änkan.  
Åke Arenhill designade även kortlekar, både klassiska och de numera bland pokerspelare populära fyrfärgslekarna där ruter är blått och klöver är grönt. Den 24 november 2018 öppnade utställningen "Rörelse" med Arenhill och hans dotters, fotografen Emma Arenhills, verk på Galleri Final i Malmö.
Åke Arenhill är begravd på Östra Sönnarslövs kyrkogård.

## Filmografi
- 1967 – Besöket
- 1980 – Det blir jul på Möllegården (TV-serie)
- 1985 – Falsk som vatten

### Manus
- 1980 – Det blir jul på Möllegården (TV-serie)

## Teater

### Scenografi
| År   | Produktion                                         | Upphovsmän                                   | Regi           | Teater              |
| ---- | -------------------------------------------------- | -------------------------------------------- | -------------- | ------------------- |
| 1953 | Den galanta skomakarhustrun La zapatera prodigiosa | Federico García Lorca                        | Lennart Olsson | Lilla teatern, Lund |
| 1954 | Krönikan om Malmöhus                               | Sigvard Mårtensson                           | Gunnar Ollén   | Malmöhus slott      |
| 1971 | Oh, Calcutta                                       | Kenneth Tynan Översättning Torsten Ehrenmark | Hans Bergström | Folkan              |